# Teredorus combfemorus
Teredorus combfemorus is een rechtvleugelig insect uit de familie doornsprinkhanen (Tetrigidae). De wetenschappelijke naam van deze soort werd voor het eerst geldig gepubliceerd in 2016 door Zha en Hyde.